# Fien Leysen
Fien Leysen (19 maart 1989) is een Vlaamse schrijver, theatermaker, audiomaker en videograaf.

## Biografie
Leysen studeerde Taal- en Letterkunde aan de Universiteit van Antwerpen, waar ze haar Master Engels behaalde. Na een extra Master-opleiding Literatuurwetenschappen, begon ze aan de studie Woordkunst in het Koninklijk Conservatorium Antwerpen. In 2017 behaalde ze ook daar een Master-diploma. Het filmen en monteren leerde ze door vlogs voor YouTube te maken.
Haar eerste theatervoorstelling 'Wat (Niet) Weg Is' combineerde video, performance en tekst, en speelde sinds 2018 in Vlaanderen en Nederland. In 2019 werkte Leysen een jaar lang als Jonge Maker bij Het Nieuwstedelijk, waar ze haar tweede theatervoorstelling 'Wie We Zijn' maakte. In 2020 begon ze samen met scenograaf Manu Siebens aan de creatie van de theaterinstallatie 'Numi Yaldati', die in 2021 in première ging in KVS en deSingel. In 2021 werden er voor het eerst een aantal gedichten van haar gepubliceerd in Het Liegend Konijn en schreef ze opiniestukken voor De Standaard. In 2023-2024 werkt Leysen als associate artist bij Berlin aan 'ALABAMA', een nieuwe theatervoorstelling waarin ze de scène deelt met muzikant Steven De bruyn. De voorstelling ging op 1 februari 2024 in première bij coproducent theater arsenaal.